# Wilf Paiement
Wilfred Paiement (* 16. Oktober 1955 in Earlton Ontario) ist ein ehemaliger kanadischer Eishockeyspieler, der in seiner aktiven Zeit von 1971 bis 1988 unter anderem für die Kansas City Scouts, Colorado Rockies, Toronto Maple Leafs, Nordiques de Québec, New York Rangers, Buffalo Sabres und Pittsburgh Penguins in der National Hockey League gespielt hat. 

## Karriere
Wilf Paiement begann seine Karriere als Eishockeyspieler in der kanadischen Juniorenliga Ontario Hockey Association, in der er von 1971 bis 1974 für die Niagara Falls Flyers und St. Catharines Black Hawks aktiv war. Anschließend wurde er im NHL Amateur Draft 1974 in der ersten Runde als insgesamt zweite Spieler von den Kansas City Scouts ausgewählt, für die er in den folgenden beiden Jahren in der National Hockey League spielte. Nachdem die Scouts umgesiedelt wurden, erhielt der Flügelspieler einen Vertrag bei deren Nachfolgeteam Colorado Rockies. Bei diesen war er einer der Führungsspieler und nahm drei Mal am NHL All-Star Game teil, ehe er am 29. Dezember 1979 zusammen mit Pat Hickey im Tausch gegen Lanny McDonald und Joel Quenneville an die Toronto Maple Leafs abgegeben wurde. Bei den Kanadiern gehörte er ebenfalls zu den mannschaftsinternen Topscorern.
Gegen Ende der Saison 1981/82 wurde Paiement an die Nordiques de Québec abgegeben, für die er saisonübergreifend vier Jahre lang spielte, ehe er am 6. Februar 1986 im Tausch gegen Steve Patrick zu den New York Rangers transferiert wurde. Für die Rangers erzielte er bis Saisonende in insgesamt 24 Spielen 17 Scorerpunkte, davon sechs Tore. Nach einer Spielzeit bei den Buffalo Sabres, unterschrieb er für die Saison 1987/88 einen Vertrag als Free Agent bei den Pittsburgh Penguins, für die er in 23 Spielen in der NHL zwei Tore erzielte und sechs Vorlagen gab. Zudem bestritt er für die Muskegon Lumberjacks insgesamt 33 Spiele in der International Hockey League, wobei er 37 Scorerpunkte, davon 17 Tore, erzielte. Im Anschluss an die Spielzeit beendete er seine Karriere im Alter von 32 Jahren. 2001 nahm er für die Colorado Heroes of Hockey am Heroes of Hockey Game teil.

### International
Für Kanada nahm Paiement an den Weltmeisterschaften 1977, 1978 und 1979 teil. Bei der WM 1978 gewann er mit seiner Mannschaft die Bronzemedaille, bei der WM 1979 wurde er zusammen mit Sergei Makarow zum besten Stürmer des Turniers gewählt. 

## Erfolge und Auszeichnungen
- 1974 OMJHL First All-Star Team
- 1976 NHL All-Star Game
- 1977 NHL All-Star Game
- 1978 NHL All-Star Game
- 2001 Heroes of Hockey Game

### International
- 1978 Bronzemedaille bei der Weltmeisterschaft
- 1979 Bester Stürmer der Weltmeisterschaft (gemeinsam mit Sergei Makarow)